# Maria de Bourbon
Maria de Bourbon (Castelo de Gaillon, 15 de outubro de 1605 – 4 de junho de 1627), chamada Mademoiselle de Montpensier, foi uma riquíssima herdeira de sangue real. Foi suo jure duquesa de Montpensier e duquesa consorte de Orleães por casamento com Gastão, Duque de Orleães, um Filho da França.
Era filha de Henrique de Montpensier e de Henriqueta Catarina, duquesa de Joyeuse.
O Cardeal de Richelieu e Luís XIII de França haviam projetado que Maria de Bourbon fosse esposa de Gastão, Duque de Orleães, irmão do rei, a fim de que sua fortuna passasse para a família real. Mas Gastão se negava contrair tal matrimônio.
Depois de uma falhada conspiração, Gastão se casou com Mademoiselle de Montpensier e foi nomeado Duque de Orleães. A Duquesa morreu no ano seguinte após dar à luz uma menina, a célebre Ana Maria Luísa de Orleães, la Gran Mademoiselle, que herdou o caráter do pai e a fortuna da mãe.